# Pangio fusca
Pangio fusca és una espècie de peix de la família dels cobítids i de l'ordre dels cipriniformes.

## Morfologia
- Els mascles poden assolir 8 cm de llargària total.
- Nombre de vèrtebres: 52-58.[3]

## Hàbitat
Viu en zones de clima tropical.

## Distribució geogràfica
Es troba a les conques dels rius Salween i Mekong i nord de la península de Malaca a Tailàndia i Myanmar.